# Konská (okres Liptovský Mikuláš)

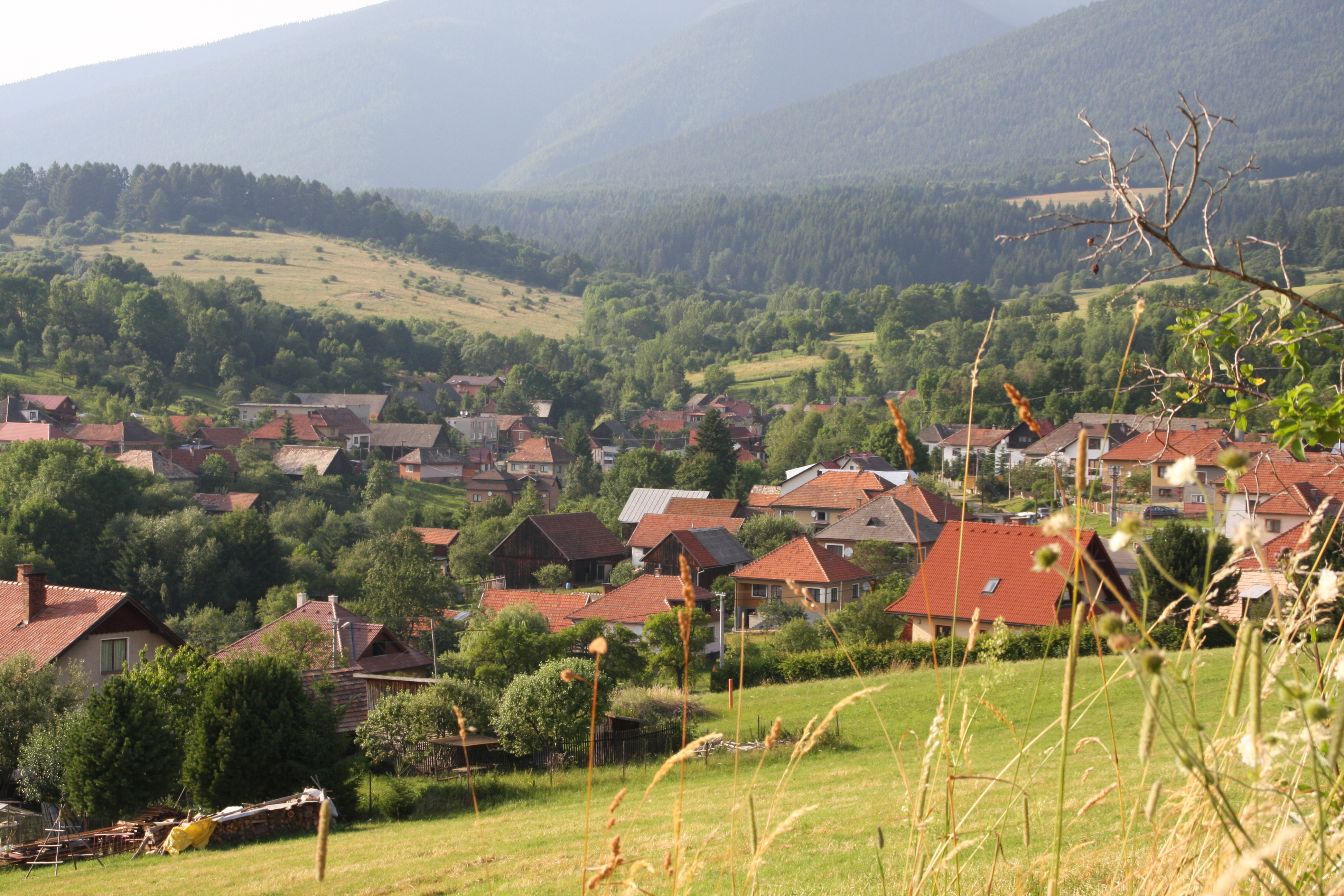
Konská

Konská (Hongaars: Konszka) is een Slowaakse gemeente in de regio Žilina, en maakt deel uit van het district Liptovský Mikuláš.
Konská telt 228 inwoners.